# Wahlkreis Glasgow North East
| Glasgow North East       |
| ------------------------ |
| Glasgow North East       |
| Gebildet                 |
| 2005                     |
| Abgeordneter             |
| Anne McLaughlin (Labour) |
| Regionen                 |
| Glasgow                  |

Glasgow North East ist ein Wahlkreis für das Britische Unterhaus. Er wurde 2005 geschaffen und deckt die nordöstlichen Gebiete der Council Area Glasgow ab. Der Wahlkreis entsendet einen Abgeordneten.
Vor den Unterhauswahlen 2005 deckten zehn Wahlkreise die Council Area Glasgow ab, reichten jedoch auch über die Grenzen Glasgows hinaus. 2005 wurde die Wahlkreisstruktur überarbeitet und Glasgow in sieben Wahlkreise untergliedert, welche nun jedoch ausschließlich innerhalb der Grenzen der Council Area liegen und diese vollständig abdecken. In diesem Zuge wurde Glasgow North East eingeführt.

## Wahlergebnisse

### Unterhauswahlen 2005
Als Speaker des House of Commons trat Michael Martin wie üblich nicht für die Labour Party an, sondern als Speaker. 
| Ergebnisse der Unterhauswahlen 2005 | Ergebnisse der Unterhauswahlen 2005 | Ergebnisse der Unterhauswahlen 2005 | Ergebnisse der Unterhauswahlen 2005 |
| Partei                              | Kandidat                            | Stimmen                             | %                                   |
| ----------------------------------- | ----------------------------------- | ----------------------------------- | ----------------------------------- |
| Speaker                             | Michael Martin                      | 15.153                              | 53,3                                |
| SNP                                 | John McLaughlin                     | 5019                                | 17,7                                |
| Socialist Labour Party              | Doris Kelly                         | 4031                                | 14,2                                |
| Socialist                           | Graham Campbell                     | 1402                                | 4,9                                 |
| Unionist                            | Daniel Houston                      | 2266                                | 4,5                                 |
| BNP                                 | Scott McLean                        | 920                                 | 3,2                                 |
| Parteilos                           | Joe Chambers                        | 622                                 | 2,2                                 |

### Nachwahlen 2009
Nach dem Rücktritt von Michael Martin als Speaker des House of Commons wurden im Wahlkreis Glasgow North East Nachwahlen nötig.
| Ergebnisse der Nachwahlen 2009  | Ergebnisse der Nachwahlen 2009 | Ergebnisse der Nachwahlen 2009 | Ergebnisse der Nachwahlen 2009 | Ergebnisse der Nachwahlen 2009 |
| Partei                          | Kandidat                       | Stimmen                        | %                              | ±                              |
| ------------------------------- | ------------------------------ | ------------------------------ | ------------------------------ | ------------------------------ |
| Labour                          | Willie Bain                    | 12.231                         | 59,4                           | +6,1                           |
| SNP                             | David Kerr                     | 4120                           | 20,0                           | +2,3                           |
| Conservative                    | Ruth Davidson                  | 1075                           | 5,2                            | +5,2                           |
| BNP                             | Charlie Baillie                | 1013                           | 4,9                            | +1,7                           |
| Solidarity                      | Tommy Sheridan                 | 794                            | 3,9                            | +3,9                           |
| Liberal Democrats               | Eileen Baxendale               | 474                            | 2,3                            | +2,3                           |
| Green                           | David Doherty                  | 332                            | 1,6                            | +1,6                           |
| Jury Team                       | John Smeaton                   | 258                            | 1,3                            | +1,3                           |
| Socialist                       | Kevin McVey                    | 125                            | 0,7                            | −4,2                           |
| Parteilos                       | Mikey Hughes                   | 54                             | 0,3                            | +0,3                           |
| Socialist Labour Party          | Louise McDaid                  | 47                             | 0,2                            | −14,0                          |
| Parteilos                       | Mev Brown                      | 32                             | 0,2                            | +0,2                           |
| The Individuals Labour and Tory | Colin Campbell                 | 13                             | 0,1                            | +0,1                           |

### Unterhauswahlen 2010
| Ergebnisse der Unterhauswahlen 2010 | Ergebnisse der Unterhauswahlen 2010 | Ergebnisse der Unterhauswahlen 2010 | Ergebnisse der Unterhauswahlen 2010 | Ergebnisse der Unterhauswahlen 2010 |
| Partei                              | Kandidat                            | Stimmen                             | %                                   | ±                                   |
| ----------------------------------- | ----------------------------------- | ----------------------------------- | ----------------------------------- | ----------------------------------- |
| Labour                              | Willie Bain                         | 20.100                              | 68,4                                | +9,0                                |
| SNP                                 | Billy McAllister                    | 4158                                | 14,1                                | −5,9                                |
| Liberal Democrats                   | Eileen Baxendale                    | 2262                                | 7,7                                 | +5,4                                |
| Conservative                        | Ruth Davidson                       | 1569                                | 5,3                                 | +0,1                                |
| BNP                                 | Walter Hamilton                     | 798                                 | 2,7                                 | −2,2                                |
| TUSC                                | Graham Campbell                     | 187                                 | 0,6                                 | +0,6                                |
| Socialist                           | Kevin McVey                         | 179                                 | 0,6                                 | −0,1                                |
| Socialist Labour Party              | Jim Berrington                      | 156                                 | 0,5                                 | +0,3                                |

### Unterhauswahlen 2015
| Ergebnisse der Unterhauswahlen 2015 | Ergebnisse der Unterhauswahlen 2015 | Ergebnisse der Unterhauswahlen 2015 | Ergebnisse der Unterhauswahlen 2015 | Ergebnisse der Unterhauswahlen 2015 |
| Partei                              | Kandidat                            | Stimmen                             | %                                   | ±                                   |
| ----------------------------------- | ----------------------------------- | ----------------------------------- | ----------------------------------- | ----------------------------------- |
| SNP                                 | Anne McLaughlin                     | 21.976                              | 58,1                                | +44,0                               |
| Labour                              | Willie Bain                         | 12.754                              | 33,7                                | −34,7                               |
| Conservative                        | Annie Wells                         | 1769                                | 4,7                                 | −0,6                                |
| Green                               | Zara Kitson                         | 615                                 | 1,6                                 | +1,6                                |
| Liberal Democrats                   | Eileen Baxendale                    | 300                                 | 0,8                                 | −6,9                                |
| Cannabis Is Safer Than Alcohol      | Geoff Johnson                       | 225                                 | 0,6                                 | +0,6                                |
| TUSC                                | Jamie Cocozza                       | 218                                 | 0,6                                 | ±0,0                                |

### Unterhauswahlen 2017
| Ergebnisse der Unterhauswahlen 2017 | Ergebnisse der Unterhauswahlen 2017 | Ergebnisse der Unterhauswahlen 2017 | Ergebnisse der Unterhauswahlen 2017 | Ergebnisse der Unterhauswahlen 2017 |
| Partei                              | Kandidat                            | Stimmen                             | %                                   | ±                                   |
| ----------------------------------- | ----------------------------------- | ----------------------------------- | ----------------------------------- | ----------------------------------- |
| Labour                              | Paul Sweeney                        | 13.637                              | 42,9                                | +9,2                                |
| SNP                                 | Anne McLaughlin                     | 13.395                              | 42,2                                | −15,9                               |
| Conservative                        | Jack Wylie                          | 4106                                | 12,9                                | +8,2                                |
| Liberal Democrats                   | Daniel Donaldson                    | 637                                 | 2,0                                 | +1,2                                |

### Unterhauswahlen 2019
| Ergebnisse der Unterhauswahlen 2019 | Ergebnisse der Unterhauswahlen 2019 | Ergebnisse der Unterhauswahlen 2019 | Ergebnisse der Unterhauswahlen 2019 | Ergebnisse der Unterhauswahlen 2019 |
| Partei                              | Kandidat                            | Stimmen                             | %                                   | ±                                   |
| ----------------------------------- | ----------------------------------- | ----------------------------------- | ----------------------------------- | ----------------------------------- |
| SNP                                 | Anne McLaughlin                     | 15.911                              | 46,9                                | +4,7                                |
| Labour                              | Paul Sweeney                        | 13.363                              | 39,4                                | −3,5                                |
| Conservative                        | Lauren Bennie                       | 3558                                | 10,5                                | −2,4                                |
| Liberal Democrats                   | Nicolas Moohan                      | 1093                                | 3,2                                 | +1,2                                |